# Arrepio (medicina)
Arrepio ou Calafrio é um sentimento de frio que ocorre no início de uma febre alta. A sensação ocorre durante a febre devido à liberação de citocinas e prostaglandinas como parte da resposta inflamatória, o que aumenta o ponto de ajuste de temperatura corporal no hipotálamo.
O aumento do ponto de ajuste faz com que a temperatura do corpo se eleve (pirexia), mas também faz com que o paciente  sinta frio ou calafrios até que o novo ponto de ajuste seja atingido. Os tremores também ocorrem juntamente com calafrios, porque o corpo do paciente produz calor durante a contração muscular em uma tentativa fisiológica de aumentar a temperatura do corpo para o novo ponto de ajuste.

## Doenças
Algumas doenças como a pneumonia produz apenas um arrepio com tremor enquanto a malária produz arrepios intermitentes com febre alta recurrente.